# Constellation (Miniserie)
Constellation ist eine acht Folgen umfassende Science-Fiction-Miniserie aus dem Jahr 2024.

## Handlung
Die schwedische ESA-Astronautin Jo kehrt nach einer Katastrophe während ihrer Raumfahrtmission auf der ISS zurück auf die Erde. Dort leidet sie unter verstörenden Wahnvorstellungen und stellt für sich fest, dass Teile ihres Lebens scheinbar fehlen oder sich radikal verändert zu haben scheinen. Sie entdeckt noch nie dagewesene Talente an sich, zudem klaffen die Erinnerungen von ihr und ihrer Familie an gemeinsam Erlebtes stark auseinander.

## Produktion und Marketing
Apple TV genehmigte im April 2022 die Produktion der Miniserie.
Die Produktion erhielt von dem Filmförderungsprogramm German Motion Picture Fund (GMPF) einen Finanzierungszuschuss in Höhe von 10 Millionen Euro. Von Business Finland erhielt sie eine Förderung in Höhe von 1,5 Millionen Euro.
Die Dreharbeiten begannen im Juli 2022 in und endeten im Februar 2023. Gedreht wurde in Berlin, Bayern, Brandenburg, Nordrhein-Westfalen, in Dänemark und Marokko sowie in der Gemeinde Inari im Norden von Finnland.
Im August 2023 berichtete die finnische Zeitung Helsingin Sanomat, dass die Produktionsfirmen der Serie verschiedene Dienstleistungen im Wert von über eine Million Euro, die sie bei den Dreharbeiten in Lappland in Anspruch nahmen, nicht bezahlten. Zu den Unternehmen, die keine Zahlungen erhalten hatten, gehörten Immobilienunternehmen, Catering-Unternehmen, Casting-Unternehmen und ein Elektroinstallateur.
Im Januar 2024 wurde ein erster Trailer zur Serie veröffentlicht.

## Episodenliste
| Nr. | Deutscher Titel                             | Originaltitel                                 | Erstveröffentlichung USA | Deutschsprachige Erstveröffentlichung (D) | Regie               | Drehbuch      |
| --- | ------------------------------------------- | --------------------------------------------- | ------------------------ | ----------------------------------------- | ------------------- | ------------- |
| 1   | Das Experiment                              | The Wounded Angel                             | 21. Feb. 2024            | 21. Feb. 2024                             | Michelle MacLaren   | Peter Harness |
| 2   | Leben und Sterben lassen                    | Live and Let Die                              | 21. Feb. 2024            | 21. Feb. 2024                             | Michelle MacLaren   | Peter Harness |
| 3   | Irgendwo im Weltall schwebt mein Herz       | Somewhere in Space Hangs My Heart             | 21. Feb. 2024            | 21. Feb. 2024                             | Oliver Hirschbiegel | Peter Harness |
| 4   | Die linke Hand Gottes                       | The Left Hand of God                          | 28. Feb. 2024            | 28. Feb. 2024                             | Oliver Hirschbiegel | Peter Harness |
| 5   | Fünf Meilen draußen ist der Ton am klarsten | Five Miles Out, The Sound is Clearest         | 6. März 2024             | 6. März 2024                              | Oliver Hirschbiegel | Peter Harness |
| 6   | Hinter den Spiegeln                         | Paul is Dead                                  | 13. März 2024            | 13. März 2024                             | Joseph Cedar        | Peter Harness |
| 7   | Zwischen den Welten                         | Through the Looking Glass                     | 20. März 2024            | 20. März 2024                             | Joseph Cedar        | Peter Harness |
| 8   | Valya                                       | These Fragments I Have Shored Against My Ruin | 27. März 2024            | 27. März 2024                             | Joseph Cedar        | Peter Harness |